# Ylistaro
Ylistaro este o fostă comună din Finlanda.